# جيفري إف. كومبز
جيفري إف. كومبز (بالإنجليزية: Jeffrey F. Combs)‏ هو شخصية أعمال أمريكي، ولد في 2 يوليو 1956.